# Domkapitel Bremen

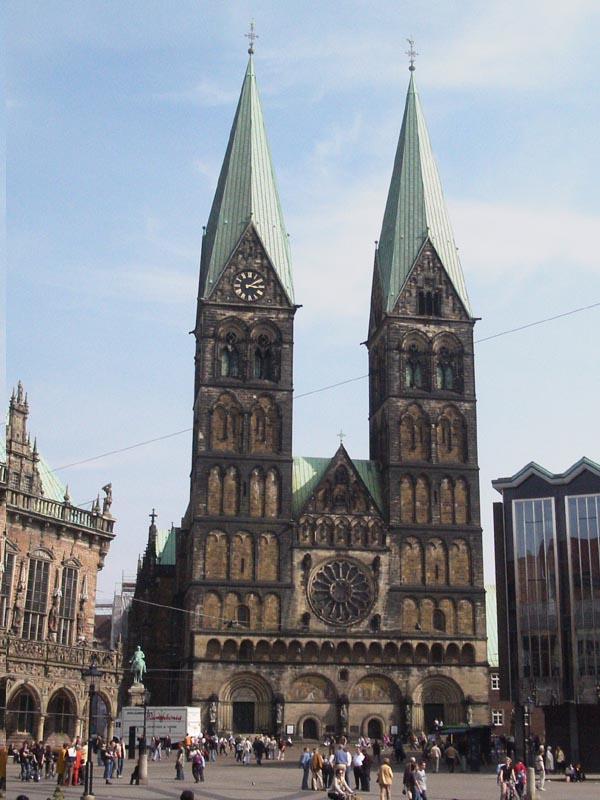
Der Bremer St.-Petri-Dom heute.

Das Domkapitel Bremen (gelegentlich auch als Domstift Bremen bezeichnet) wurde zwischen 787 und 805 gegründet und bestand bis 1654, als es im Zuge des Westfälischen Friedens und der schwedischen Säkularisierung aufgelöst wurde. Der Bremer St.-Petri-Dom war die Kathedralkirche und unterstand dem Patrozinium des Apostels Petrus und der Jungfrau Maria.

## Geschichte

### Gründung

Der erste Bischof von Bremen: Willehad (spätmittelalterlicher Holzschnitt)

Eine genaue Datierung der Gründung ist anhand der überlieferten Quellen nicht eindeutig zu konkretisieren. Der für die Missionierung der an der Unterweser liegenden Regionen konsekrierte Missionsbischof Willehad erwählte 787 Bremen als Ausgangspunkt seiner Tätigkeiten. Zwei Jahre später, am 1. November 789, wurde dort eine Kirche geweiht. Der exakte Zeitpunkt der Bistumsgründung kann aus der Retrospektive nicht rekonstruiert werden, sodass in der Forschung lediglich Vermutungen angestellt werden. Demnach muss die Gründung des Bistums zwischen dem Treffen von Papst Leo III. mit Karl dem Großen 799 und der Bischofsweihe von Willehads Nachfolger Willerich 805 erfolgt sein.
Weiterhin gilt es als wahrscheinlich, dass bereits Willehad ein monasterium in Bremen eingerichtet hat (monasterium Bremense), wenngleich dieses erst unter seinem dritten Nachfolger Ansgar belegt ist. Dieser, dem Benediktinerorden nahestehende Bischof, prägte die Anfänge des Domkapitels Bremen nachhaltig. Bis ins 11. Jahrhundert hinein hat eine lokalspezifische Symbiose aus monastischen und kirchlichen Aspekten das Leben der Klerikergemeinschaft bestimmt. So wurde beispielsweise der Habitus der Geistlichen durch Ordensregeln festgelegt, während es ihnen erlaubt war, weltliche Kleidung zu tragen.
Das Bistum Bremen wurde 864 aus der Kirchenprovinz Köln herausgelöst und zusammen mit dem Bistum Hamburg zum Erzbistum Bremen-Hamburg vereint. In der Folgezeit gab es teilweise in Bremen und Hamburg jeweils ein eigenes Domkapitel, ein Umstand, der freilich zu Konflikten innerhalb des Erzbistums führte und erst 1224 durch Papst Honorius III. gelöst wurde. Dessen Kompromiss sah vor, dass Bremen „Titel und erzbischöfliche Würde des ‚Doppel-Bistums‘“ behalten solle, während das Domkapitel Hamburg drei Mitglieder, namentlich Propst, Dekan und Scholaster, zur Bischofswahl aufstellen dürfe.

### Konstituierung und Verfall
Erst mit der Einführung der Aachener Kanonikerregel durch Erzbischof Unwan (1013–1029) wurde das Domkapitel als solches selbst institutionalisiert und wich von der Tradition des Benediktinerordens ab. Der Tod von Unwan stellte eine signifikante Zäsur in der Geschichte des Domkapitels dar, da infolgedessen sukzessiv geistliche Tugenden ad absurdum geführt wurden. Geistlichen wurde sexuelle Nähe zu Damen nachgesagt, die Rationen der Klerikergemeinschaft wurden beständig vergrößert und Aspekte der kanonischen Regel der vita communis (gemeinsame Lebensführung) wurden durch die Anschaffung von Einzelwohnungen (Kurien) verletzt. Bis in die Mitte des 12. Jahrhunderts sank das Domkapitel Bremen somit quasi bis zur Bedeutungslosigkeit herab.

### Bedeutungszuwachs
Die Rehabilitation des Domkapitels war ein langwieriger Prozess, der unter Hartwig I. (1148–1168) mit der Erneuerung der Bibliothek eingeleitet wurde. Dieser wurde von Hartwig II. (1185–1207) fortgesetzt, der dem Domkapitel die Unantastbarkeit seiner weltlichen Güter und Rechte zusicherte und somit dem Domkapitel erstmals eine politische Rolle zuordnete. Die Erneuerung des Domkapitels ist insbesondere mit Otto von St. Nikolai (1230) verwoben. Dieser führte eine ganze Reihe von Reformmaßnahmen durch, die sowohl unmittelbar als auch langfristig einen Kompetenz- und Machtzuwachs des Domkapitels ermöglichten und unterstützten. Maßnahmen dieses Kataloges umfassten beispielsweise die Umstellung auf ein capitulum clausum, die strikte Durchsetzung der Residenzpflicht, eine Erneuerung von Disziplin und Ordnung, die Reevaluation des Obedientalbesitzes und eine strukturelle Verknüpfung des Domkapitels mit Archdiakonaten der Erzdiözese und Bremer Propsteien. Weiterhin wurde dem Bremer Domkapitel im Laufe des 13. Jahrhunderts das alleinige Wahlrecht bei der Ernennung des Erzbischofs, die Administration der Diözese bei Sedisvakanz und die Jurisdiktionsgewalt im Erzstift Bremen zugestanden. Das Bremer Domkapitel wurde somit zu einem politischen Machtfaktor innerhalb der Diözese. Dies wird insbesondere anhand der Beispiele der Erzbischöfe Johann Grand und Nikolaus von Oldenburg-Delmenhorst deutlich, die 1316 und 1434 vom Domkapitel aufgrund vermuteter Geisteskrankheit und verschwenderischer Finanzausgaben abgesetzt wurden.

### Reformation und Auflösung

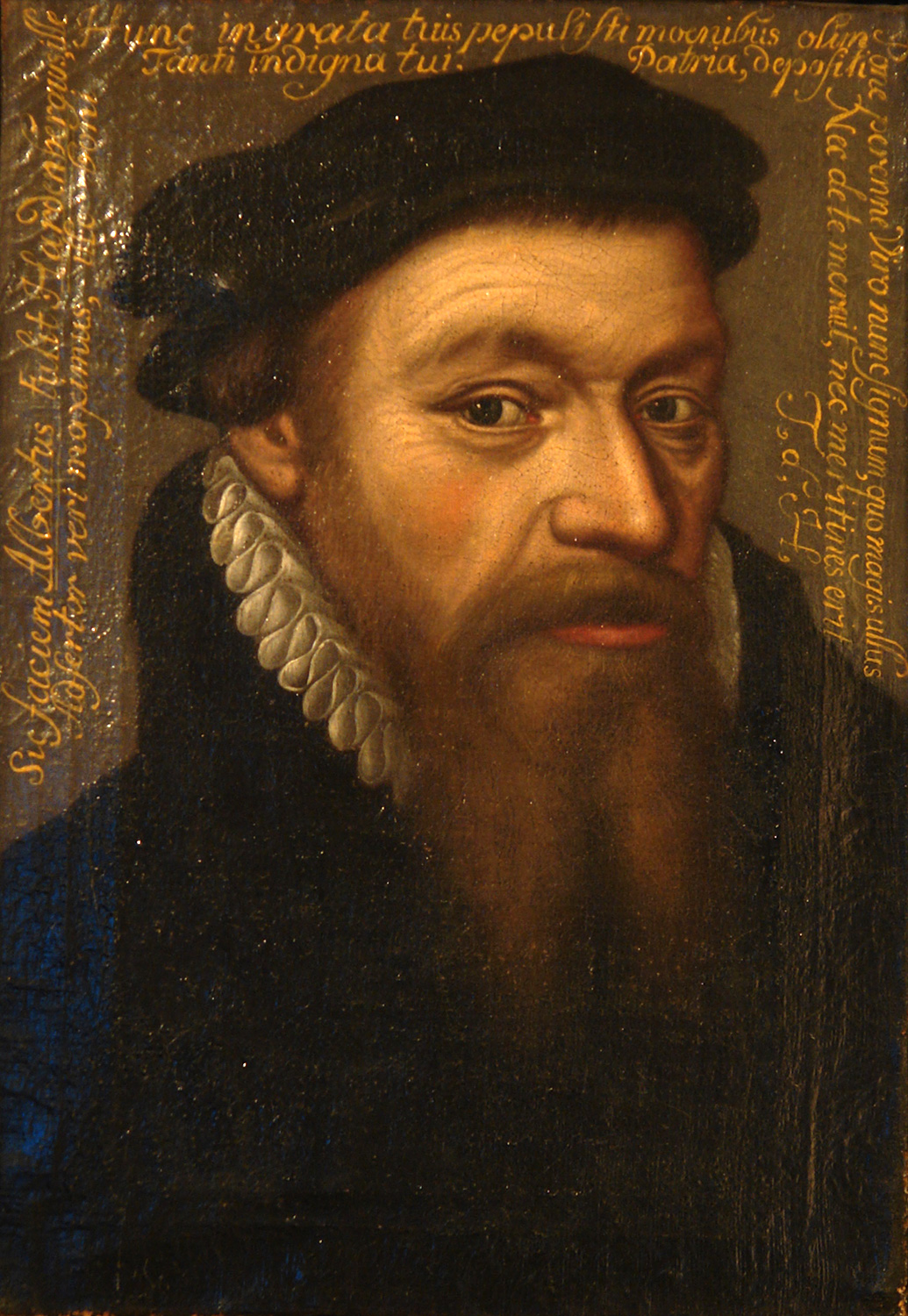
Erster evangelischer Prediger am Bremer Dom: Albert Rizäus Hardenberg (Bremer Dom-Museum)

Die aufkommende Reformation in der Stadt Bremen 1522 bedeutete für das Domkapitel den Anfang vom Ende. Zunächst wurden im Dom weiterhin katholische Messen gelesen, obwohl ein Besuch derselben vom Rat der Stadt 1528 unter Androhung von Strafe verboten worden war. Bereits am Palmsonntag 1532 mussten die Domherren, im Zuge des „Aufstandes der 104“, die Stadt verlassen und konnten erst 1533 wieder in die Hansestadt zurückkehren. Erst mit der Ernennung des Calvinisten Albert Rizäus Hardenberg von 1547 wurden im Dom wieder Messen gelesen. Insgesamt lässt sich festhalten, dass der protestantische Anteil im Domkapitel bis zu seiner Auflösung stetig wuchs, sodass sich dieses zunehmend als konfessionell gemischt beschreiben lässt. Dem letzten katholischen Erzbischof Georg von Braunschweig, der 1566 starb, folgten vier protestantische Erzbischöfe. Im 16. und 17. Jahrhundert kam es im Domkapitel, durch die Verfolgung von weltlichen Interessen ausgelöst, erneut zu einem Sittenverlust, sodass das Domkapitel zusehends zu einer „Versorgungsanstalt des Hochadels“ transformiert wurde. Erzbischof Friedrich versuchte 1638 den einhergehenden Verfall durch eine Öffnung des Doms für lutherische Gottesdienste, welche 1561 verboten worden waren, entgegenzuwirken. Die Auflösung des Domkapitels wurde zehn Jahre später durch den westfälischen Frieden besiegelt, als das Erzstift Bremen Eigentum der schwedischen Krone wurde. Am 29. November 1648 wurde es dem Domkapitel verboten, freie Domherrenstellen und Vikarien neu zu besetzen und am 18. September 1649 wurde das Domkapitel von der schwedischen Krone offiziell aufgehoben. Die endgültige Entscheidung zur Auflösung fiel am 28. November 1654, als die Stadt Bremen dem Domkapitel ihren Schutz entzog.

## Verfassung

### Dignitäten und Ämter

#### Propst
Die Dignität des Propstes ist zum ersten Mal 918 nachweisbar und ist somit das älteste bekannte Amt innerhalb des Domkapitels. Im 14. Jahrhundert führte die Machtfülle der Pröpste, insbesondere die Kompetenz der Zuteilung der Präbende aus dem allgemeinen Präbendalgut, zu einer Vertrauenskrise zwischen den Domherren und dem Propst. Die Pröpste wurden schließlich in ihren Aufgaben der Präbendaladministration und Jurisdiktionsgewalt innerhalb des Domkapitels entbunden. Diese Aufgaben wurden fortan von Dekanen übernommen. Weiterhin wurde dem Dompropst ein wichtiges Archdiakonat übertragen, welches aus den Städten Bremen und Stade sowie Gebieten beiderseits der Unterweser bestand. 1420 hatte der Propst [beispielsweise] das Kollaturrecht über 78 Kirchen und das Institutionsrecht über elf Kapellen bzw. Vikarien.

#### Dekan
Die Dignität des Dechanten ist zum ersten Mal 987 nachweisbar. Auch sie wurden in ihren Befugnissen beschnitten. 1410 wurde die Disziplinargewalt der Dekane vermindert, sodass bedeutende Strafen und Züchtigungen von nun an der Zustimmung des Domkapitels bedurfte.

#### Scholaster
Der erste Scholaster des Domkapitels Bremen war vermutlich Tiadhelm, der 960 in das Amt berufen wurde. Im 13. Jahrhundert wurde das Amt des Scholasters zur Sinekure, da die Amtsträger in diesem Zeitraum begannen, Gelehrte und Schulmeister aus dem unteren Klerus einzustellen, welche das aktive Unterrichten übernahmen. Dem Scholasticus stand in Bremen ein Kleinarchidiakonat im westlichen Ostfriesland zu. Bekannte Bremer Scholaster waren zum Beispiel: Adam von Bremen (1068–1080), Vizelin (1123–1126), Albert Sauerbeer (ca. 1229–1235), Florentius von Brunkhorst (1301–1307), Johann von Braunschweig-Lüneburg (1316/17), Johannes Slamstorp (1373/74) und Ortgies Schulte (1577–1612).

#### Kantor
Das Amt des Kantors wurde in Bremen im Zuge der Neukonstituierung des Domkapitels unter Otto von St. Nikolai erneut eingerichtet, nachdem es im Zuge des allgemeinen Niederganges des Domkapitels im 13. Jahrhundert bedeutungslos geworden war. Der erste Kantor nach der Erneuerung war der Sangmeister Otto (1232–1239).

#### Weitere Ämter
- Dignitäten: Thesaurar/Küster (1091), Cellerar/Kellner (1080).
- Geistliche Ämter: Erzkanzler (1091), Vizedominus (1230), Lektor (1434), Subkustos (1187), Succentor (1410).
- Weltliche Ämter: Kämmerer (1187), Glöckner (1187), Notar (1189), Strukturar (1310), Koch (1318), Official (1322), Organist (1350), Archivar (1594), Syndikus, Sekretarius (1627), Kammersekretär des Dompropstes (1629).[9]

### Vikare
Seit dem 12. Jahrhundert, und insbesondere im 14. und 15. Jahrhundert, wurden im Bremer Domkapitel Vikare eingesetzt, um Kanoniker bei ihren täglichen Pflichten zu vertreten. Gegen Ende des Mittelalters waren 70 bis 80 Vikare angestellt, die sich um 1300 zum Zweck der eigenen Kapitalverwaltung zu einer eigenen Gemeinschaft zusammenschlossen. Diese zeichneten sich durch einen hohen Beitrittsbetrag aus, der um 1420/30 zu der Gründung einer zweiten Vikargemeinschaft führte.

### Institutionen

#### Domschule
Die Domschule ist ebenfalls erstmals 960 sicher belegt, als der erste Scholaster Tiadhelm Grammatik und Dialektik in Bremen unterrichtete, und diente insbesondere der Bildung neuer Kleriker für die Diözese. Ab dem 13. Jahrhundert wurde das Unterweisen zusehends von Rektoren und Schulmeistern übernommen, sodass das Amt des Scholasters eine Sinekure wurde. Im Zuge des Aufstieges von Universitäten erfuhr die Domschule im Spätmittelalter einen Relevanzverlust, der sich zum Beispiel darin ausdrückte, dass nur noch eine grundlegende Priesterbildung stattfand. 1642 wurde eine lutherische Lateinschule am Dom eingerichtet, die 1684 durch eine Athenaeum genannte Oberstufe erweitert wurde. An dieser konnten die Schüler Latein, Griechisch und Mathematik studieren, bis sie schließlich 1796 geschlossen wurde. Die Schülerschaft der Domschule lässt sich im Spätmittelalter in zwei Gruppen unterteilen: die canonici infra scholas und die scholares chori. Erstere Gruppe war vom gemeinschaftlichen Leben im Dormitorium befreit, sodass es prinzipiell zwei Schulen gab, die ihrer Klientel entsprechend als eher religiös oder eher weltlich charakterisiert werden konnten. Ab der Reformation besuchten nur noch Schüler evangelischen Glaubens die Schule.

#### Armenspital
Das Armenspital des Bremer Domkapitels wurde vermutlich 854 von Erzbischof Ansgar eingerichtet und war vermutlich das erste Hospital östlich des Rheins. Unter seinen Nachfolgern wurden die finanziellen Mittel des Spitals durch beispielsweise den Kirchenzehnten oder Schenkungen beständig erweitert, sodass gegen Ende des 10. Jahrhunderts etwa 24 Bedürftige täglich ernährt werden konnten. Die Erweiterung der Armenspeisung wurde fortgesetzt, bis Erzbischof Adalbert (1043–1072) die finanziellen Mittel des Spitals minimierte. Einhergehend wurden im Spätmittelalter an lediglich neun Tagen im Jahr mildtätige Gaben an Bedürftige verteilt.

## Religiöses und geistliches Leben

### Reliquien und Wallfahrten
Das Domkapitel Bremen verfügte über einen großen Reliquienbestand, der über die Jahrhunderte hinweg stetig vergrößert wurde. Der Großteil der ca. 200 Reliquien wurde in Domaltären aufbewahrt und ist vermutlich in der Folge der Reformation verloren gegangen. Um 860 wurde Bremen dank des Grabes Willehads zu einem lokalen Wallfahrtszentrum, da es dort 39 Wunderheilungen gegeben haben soll. Im Spätmittelalter waren insbesondere der Peter- und Paulstag (29. Juni) von Pilgern gekennzeichnet, die zur großen Heiltumsweisung nach Bremen kamen.
Bis 965 sind folgende Reliquien in Bremen nachweisbar:
- Gebeine der heiligen Bischöfen Willehad, Ansgar und Rimbert
- Überreste der Heiligen Viktor und Corona, Cyriacus, Caesarius, Felix, Felicianus und Cosmas und Damian

Im Spätmittelalter hat sich dieser Bestand vervielfacht und umfasste Reliquien von:
- Jesus Christus (Partikel vom ungenähten Gewand Christi)
- Petrus (Arm, Zahn, Schwert und Kerkerkette)
- Maria
- Johannes dem Täufer
- Moses und Aron
- Karl dem Großen
- 85 Märtyrern
- 49 Glaubensbekennern
- 27 heiligen Jungfrauen
- 13 unversehrten Körpern von Heiligen[12]

### Domkapitel und Wissenschaft
Das Bremer Domkapitel hat einige bedeutende Gelehrte und Werke hervorgebracht. Hierbei ist insbesondere eine reichhaltige historiographische Tradition hervorzuheben, die bereits mit den ersten (Erz-)Bischöfen Willehad, Ansgar und Rimbert eingeläutet wurde. Neben der Vita Willehadi und den Miracula S. Willehadi ist vor allem die Vita Anskarii als eines der wichtigsten Beispiele historiographischer und hagiographischer Literatur des 9. Jahrhunderts anzusehen. Weiterhin zählt die hamburgisch-bremische Kirchengeschichte (Gesta Hammaburgensis ecclesiae pontificum) von Adam von Bremen zu den bedeutendsten und aufschlussreichsten Geschichtsquellen des 11. Jhd. und wird allgemein als wesentlichste wissenschaftliche Leistung einer dem Domkapitel zugehörigen Persönlichkeit rezipiert. Weitere gelehrte Personen, die mit dem Domkapitel konnotiert werden, sind zum Beispiel Gerd Rinesbech und Herbord Schene, welche gemeinsam eine Chronik der Stadt Bremen verfassten (Rinesberch-Schene-Chronik), der Kirchenrechtler und Professor Johann Rode, der Professor Albert Koch, der vermeintliche Entdecker der Dekaden des Livius Martin Gröning und der Theologe Heinrich Tocke.

## Vermögen

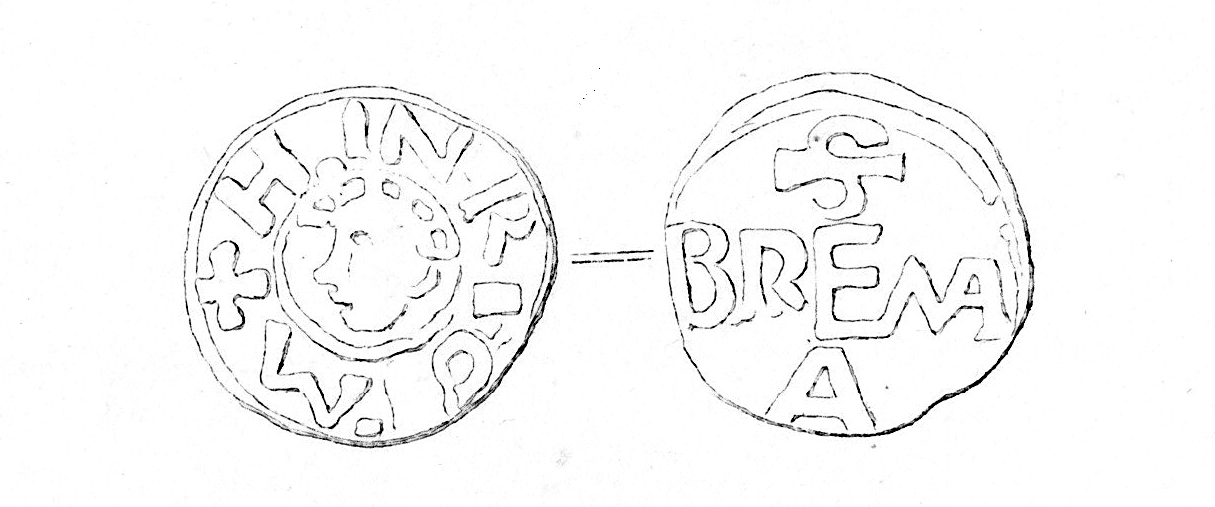
Bremer Pfennig. Vorderseite mit Kopf Kaiser Heinrichs II. (1014–1024). Rückseite S(ancta) BREMA A(grippinensis) nach Kölner Vorbild

Das Bremer Domkapitel verfügte über ein ansehnliches Vermögen, welches aus einer Vielzahl von Einnahmequellen generiert wurde. Erzbischof Unwan (1013–1029) ermöglichte dem Domkapitel eigenen Besitz, indem er den Domkanonikern das Recht der eigenen Vermögensverwaltung gestattete und ihnen gleichzeitig erstmals Grundbesitz übertrug. Dieser anfangs spärliche Besitz wurde von Unwans Nachfolgern (Libentius (1029–1032), Bezelin (1035–1043), Adalbert (1043–1072), Liemar (1072–1101), Adalbero (1123–1148), Siegfried (1180–1184), Hartwig II. (1185–1207), Hildebold (1258–1273) und Giselbert (1274–1306)) durch Gebietsübertragungen und Zehntüberlassungen beständig erweitert. Erbschaften und Schenkungen weltlicher Persönlichkeiten (Kaiser Heinrich III., Herzog Heinrich der Löwe, Grafenwitwe Emma von Lesum) sowie insbesondere Memorienstiftungen und Schenkungen der Zivilbevölkerung sorgten weiterhin für einen Zuwachs des Besitzes, welcher um 1400 seine maximale Ausdehnung erreichte. Die Gebiete des Domkapitels umfassten die gesamte Diözese und bestanden beispielsweise bereits im frühen 13. Jahrhundert aus 109 Gebieten. Diese wurde überwiegend durch Eigenwirtschaft grundhöriger Bauern gemäß der Villikationsverfassung bewirtschaftet und erbrachten regelmäßig Einkünfte in Form von Naturalien und Geld. Auch das Lehenswesen wurde seit dem 13. Jahrhundert vermehrt eingesetzt, wenngleich es durch unzuverlässige Pächter nicht sonderlich lohnenswert war.
Weiterhin erhielt die Bremer Kirche bereits 888 von König Arnulf von Kärnten das Münzrecht, welches 965 durch Kaiser Otto den Großen bestätigt und um den Königsbann erweitert wurde. Zwischen 1369 und der Amtszeit von Heinrich von Schwarzburg (1463–1496) sowie ab 1541 wurde das Münzrecht von der Kirche an die Stadt Bremen übertragen. Seit 1194 war die erzbischöfliche Münzprägung an das Domkapitel gebunden, dessen ursprünglich beratende Funktion bis Anfang des 15. Jahrhunderts zu einem Konsensrecht ausgeweitet wurde. 1306 lassen sich fünf Münzrenten (Einnahmen durch Beteiligung an der Münzprägung) nachweisen, die 1314 zu einer einzelnen Münzrente von 24 Mark zusammengefasst wurden.
Außerdem sind die Domfabrik (insbesondere gefördert durch Johannes II.), der Kirchenzins und der Königszins als Einnahmequellen erwähnenswert. Die Domvikare, welche den Domherren untergeordnet waren, hatten das Recht auf eine eigene Kapitalverwaltung. Bis ins 16. Jahrhundert hinein können ca. 1000 Memorienstiftungen an die Vikargemeinschaft nachgewiesen werden.